# Клоога (станция)
Кло́ога (эст. Klooga raudteejaam) — железнодорожная станция в посёлке Клоога на линии Таллин — Палдиски/Клоогаранна. Находится на расстоянии 35,9 км от Балтийского вокзала.
На станции Клоога расположен один низкий перрон и четыре пути. На станции останавливаются пассажирские поезда западного направления, следующие из Таллина в Палдиски или Клоогаранна. Из Таллина в Клоогу поезд идёт 45 минут.
| На Таллин |        | На Палдиски    |
| Нийтвялья | Клоога |                |
| Нийтвялья | Клоога | Клоога-Аэдлинн |
| Нийтвялья | Клоога | На Клоогаранна |
| Нийтвялья | Клоога | Клоогаранна    |